# Diérisso
Diérisso är en ort i Burkina Faso.   Den ligger i regionen Cascades, i den sydvästra delen av landet, 500 km sydväst om huvudstaden Ouagadougou. Diérisso ligger 306 meter över havet och antalet invånare är 477.
Terrängen runt Diérisso är huvudsakligen platt. Diérisso ligger nere i en dal. Runt Diérisso är det ganska glesbefolkat, med 31 invånare per kvadratkilometer.. Närmaste större samhälle är Ziédougou, 18,3 km öster om Diérisso.
Omgivningarna runt Diérisso är en mosaik av jordbruksmark och naturlig växtlighet.